# Kabinett Magsaysay

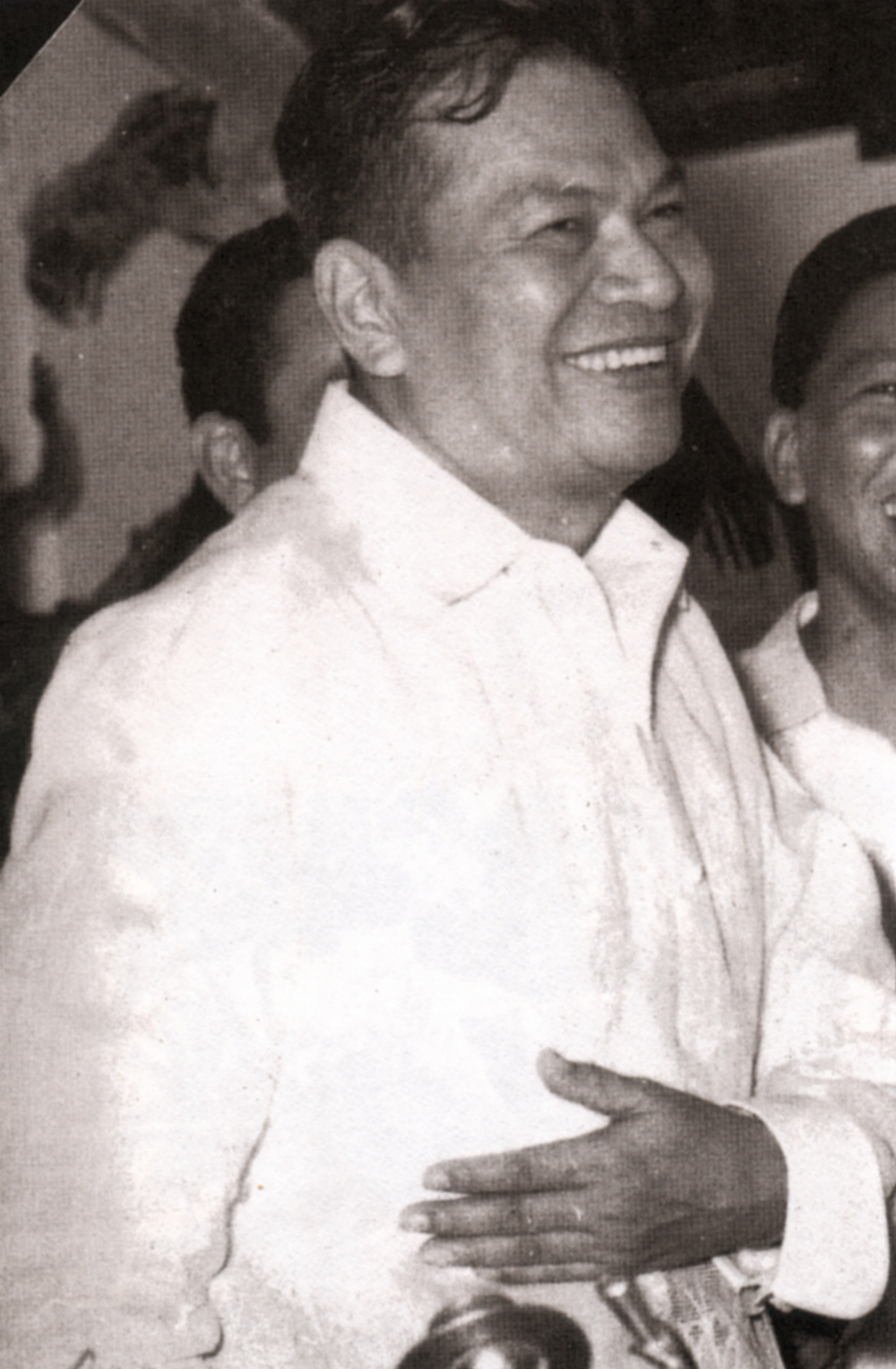
Ramon Magsaysay, Präsident der Philippinen von 1953 bis 1957

Das philippinische Kabinett Magsaysay wurde am 30. Dezember 1953 von Präsident Ramon Magsaysay gebildet und befand sich bis zu dessen Tod bei einem Flugzeugabsturz am 17. März 1957 im Amt. Es löste das Kabinett Quirino ab und wurde vom Kabinett Carlos P. Garcia abgelöst, das von Magsaysays bisherigen Vizepräsidenten Carlos P. Garcia gebildet wurde.
Während seiner Präsidentschaft versprach Magsaysay soziale Reformen und leitete 1954 einige unzulängliche Änderungen des Pachtsystems ein. Statt der üblichen 50 Prozent des Ernteertrages sollten die Pächter „nur“ noch 25 Prozent an den Grundherrn abliefern müssen. Diese Reformpolitik konnte sich gegen den geschlossenen Widerstand der Großgrundbesitzer jedoch nicht durchsetzen. Am 17. Mai 1954 ergab sich Luis Taruc, der Anführer der kommunistischen Widerstandsbewegung Hukbalahap. Damit kam deren Rebellion zu ihrem Ende, obwohl noch Reste der Bewegung bis in die frühen 1960er Jahre aktiv blieben. Am 5. September 1955 wurde in einem Handelsabkommen (Laurel-Langley-Agreement) das Handelsgesetz (Philippine Trade Act) revidiert, worin die Zollsätze für US-amerikanische Waren angehoben wurden und philippinische Waren geringeren Importbeschränkungen unterlagen.

## Minister im Kabinett Magsaysay
Dem Kabinett Magsaysay gehörte folgende Minister an:
| Amt                                                            | Amtsinhaber                                  | Beginn der Amtszeit | Ende der Amtszeit |
| -------------------------------------------------------------- | -------------------------------------------- | ------------------- | ----------------- |
| Präsident der Philippinen                                      | Ramon Magsaysay                              | 1953                | 1957              |
| Vizepräsident                                                  | Carlos P. Garcia                             | 1953                | 1957              |
| Minister für Landwirtschaft und natürliche Ressourcen          | Placido Mapa Salvador Araneta Juan Rodriguez | 1953 1955           | 1953 1955 1957    |
| Außenminister                                                  | Carlos P. Garcia                             | 1953                | 1957              |
| Finanzminister                                                 | Jaime Hernandez                              | 1953                | 1957              |
| Justizminister                                                 | Pedro Tuazon                                 | 1953                | 1957              |
| Minister für nationale Verteidigung                            | Ramon Magsaysay Sotero Cabahug Eulogio Balao | 1953 1954 1956      | 1954 1956 1957    |
| Minister für Handel und Industrie                              | Oscar Ledesma                                | 1953                | 1957              |
| Minister für öffentliche Arbeiten, Transport und Kommunikation | Vicente Orosa Florencio Moreno               | 1954 1955           | 1955 1957         |

## Präsidentschaft und Politik der Regierung Magsaysay

### Wahlen und Amtsantritt am 30. Dezember 1953

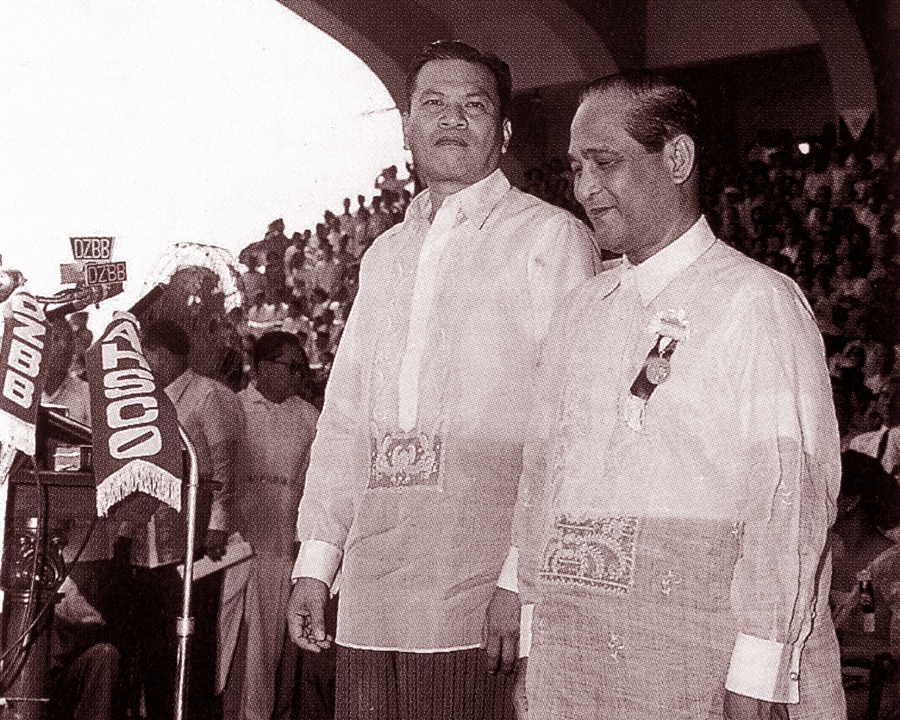
Aus den Präsidentschaftswahlen am 10. November 1953 ging Ramon Magsaysay als eindeutiger Sieger hervor; rechts: Vizepräsident Carlos P. Garcia

Die Wahlen am 10. November 1953 brachten einen haushohen Sieg der Kandidaten der Nacionalista Party Magsaysay und Garcia, der der bislang größte Sieg bei den Präsidentschaftswahlen wurde. Auf Magsaysay entfielen 2.912.992 Stimmen (68,9 Prozent), während auf der amtierende Präsident Elpidio Quirino nur 1.313.991 Wählerstimmen (31,08 Prozent) bekam. Auf den parteilosen Kandidaten Gaudencio Bueno entfielen nur 736 Stimmen (0,02 Prozent). Der aus Ilocos Sur stammende Quirino lag nur in den vier in Nord-Luzon liegen Provinzen Ilocos Norte, Ilocos Sur, Abra und La Union vor Magsaysay. Auch Garcia setzte sich mit 2.515.265 Wählerstimmen (62,9 Prozent) überdeutlich gegen Quirinos Vizepräsidentschaftskandidaten José Yulo durch, auf den 1.483.802 Stimmen (37,1 Prozent) entfielen.
Bei den zeitgleich stattfindenden Wahlen zum Senat erhielt die Nacionalista Party fünf der acht zu vergebenden Sitze, zwei Sitze (Fernando López, Ruperto Kangleon) fielen an die Demokratische Partei, während Lorenzo Tañada einen Sitz für die Nationalist Citizens’ Party (NCP) gewann. Bei den ebenfalls stattgefundenen Wahlen zum Repräsentantenhaus konnte die Liberal Party jedoch trotz Verlusten ihre Vormachtsposition behaupten und verfügte über 59 der 102 Sitze. Auf die Nacionalista Party entfielen 31 Sitze und auf die Demokratische Partei 11 Sitze. Darüber hinaus war ein Parteiloser im dritten Kongress vertreten.
Am 12. November 1953 räumte Quirino seine Wahlniederlage ein und beglückwünschte den Wahlsieger Magsaysay, der daraufhin in einer ersten Presseerklärung alle Filipinos zum Zusammenhalt als „eine Nation“ aufforderte. Nach der letzten Kabinettssitzung am 29. Dezember 1953 übernahm Magsaysay am 30. Dezember 1953 offiziell das Amt des Präsidenten.
Am 30. Dezember 1953 wurden Ramon Magsaysay und Carlos P. Garcia im Luneta vor rund einer Million Zuschauern in ihr Amt eingeführt. Beide trugen das traditionelle Barong Tagalog und Magsaysay öffnete anschließend den Malacañang-Palast, die offizielle Residenz des Präsidenten, für die Bevölkerung. Zugleich nutzte er für den Austausch von Trinksprüchen mit ausländischen Diplomaten das Ilokano-Getränk Basi anstelle ausländischer Spirituosen. Er untersagte nach seinem Amtsantritt offiziell Nepotismus und die Bezeichnung von Städten, Plätzen, Brücken und Straßen nach ihm.

### Landreform und ländliche Entwicklung
Als Präsident trieb er den Kauf von Großgrundbesitzen an sowie die Verteilung des Landes an Pachtbauern. Zur Einführung seiner Landreform wurden drei Gesetzgebungsverfahren durchgeführt. Das Landwirtschaftspachtgesetz (Agricultural Tenancy Act) 1954 sollte zu einer Umwandlung des Pachtzinssystems in ein Pachtsystem führen. Dieses Gesetz förderte auch die Verringerung der Grundstücksverpachtungen sowie das Verbot der Beendigung von Pachtverhältnissen aus willkürlichen Grund. Zugleich wurde das Gericht für Landwirtschaftssachen (Court of Agrarian Relations) gegründet, um zu überprüfen, ob Pachtverhältnisse aus willkürlichen Gründen beendet wurden. 1955 wurde zudem das Landreformgesetz (Land Reform Act) verabschiedet, welches die Beziehungen zwischen Landeigentümern und Pächtern verbessern sollte.
Des Weiteren wurde der Posten des Präsidialassistenten für Gemeindeentwicklungen PACD (Presidential Assistant for Community Development) geschaffen und mit dem jungen Rechtsanwalt Ramon Binamira besetzt, der ebenfalls die ländliche Entwicklung sicherstellen sollte. Dieses Amt wurde ferner geschaffen zur Steigerung der Produktivität, den Bau von Zufahrtstraßen sowie die Verbesserung der Regierungsdienste in den Barangays im Bereich von Gesundheit und Bildung. Zugleich wurden Gemeindestraßen und Bewässerungsprojekte ausgeweitet. Landwirtschaftsexperten wurden in die Barangays gesandt, um die Bauern in der Verbesserung der landwirtschaftlichen Produktion zu unterrichten. Die Vergabe von Krediten an Bauern wurde durch die Behörde für landwirtschaftliche Kredite und genossenschaftliche Finanzierung ACCFA (Agricultural Credit and Cooperative Financing Administration) ausgeweitet. Vermarktungsgenossenschaften, sogenannte Bäuerliche Genossenschafts- und Vermarktungsvereinigungen FACOMA (Farmers Cooperative and Marketing Association) wurden landesweit organisiert. Die Gesetzgebungsverfahren wurden am 11. August 1955 durch den Kongress abgeschlossen, und ermächtigten den Präsidenten, Großgrundbesitze aufzubrechen, um sie an Pächter zu verteilen.
Einige öffentliche Grundstücke wurden außerdem an qualifizierte Siedler verteilt. Während des ersten Jahres der Amtszeit Magsaysays wurden 28.000 Landtitel ausgestellt, die eine Fläche von 241.000 Hektar umfassten. Im Jahr 1955 wuchs die Zahl der ausgestellten Landtitel auf 33.075 und die Nationale Umsiedlungs- und Rehabilitationsbehörde NARRA (National Resettlement and Rehabilitation Administration) siedelte 8.800 Familien innerhalb von 22 Siedlungsprojekten um. Während seiner Amtszeit stimmte Japan der Zahlung von Reparationszahlungen für die Besatzungszeit und Zerstörungen im Zweiten Weltkrieg in Höhe von 800 Millionen $ innerhalb von 20 Jahren zu.

### Luis Taruc und die Hukbalahap
Die Milderung bäuerlicher Proteste wurde zum größten Verdienst der Regierungszeit Magsaysays. Anfang 1954 entsandte Präsident Magsaysay den erst 21-jährigen Benigno Simeon „Ninoy“ Aquino, Jr., einen Journalisten des Daily Mirror und ehemaligen bekannten Berichterstatter im Koreakrieg, zu Geheimverhandlungen mit Luis Taruc, den Anführer der kommunistischen Widerstandsbewegung Hukbalahap. Nach viermonatigen Verhandlungen ergab sich Taruc am 17. Mai 1954 völlig überraschend der Regierung und erkannte die ordnungsgemäße Regierungsautorität des Präsidenten an. Taruc wurde daraufhin angeklagt und zu einer zwölfjährigen Freiheitsstrafe verurteilt. Zahlreiche seiner Anhänger ergaben sich ebenfalls oder wurden festgenommen mit Ausnahme von Jesus Lava, dem späteren Vorsitzenden der Kommunistischen Partei der Philippinen PKP (Partido Komunista ng Pilipinas).

### Gründung der SEATO, Internationale Abkommen und Kritik durch Senator Recto
Um den kommunistischen Aktivitäten auf den Philippinen und den anderen Nachbarstaaten in Südostasien zu begegnen, wurde die Southeast Asia Treaty Organisation (SEATO) in Manila eingerichtet. Am 8. September 1954 wurde die SEATO nach dem Vorbild der North Atlantic Treaty Organization (NATO) durch die Mitgliedstaaten Australien, Frankreich, Großbritannien, Neuseeland, Pakistan, Philippinen, Thailand und die USA gegründet. Senator Claro M. Recto sah die Idee der SEATO kritisch, da eine derartige Organisation unter Umständen unnötigerweise andere Nachbarstaaten in Asien provozieren könnte. Er war ferner gegen die Beteiligung von Truppenverbänden der Streitkräfte der Philippinen an auswärtigen Kriegen, insbesondere am Indochinakrieg. Während der Sitzungen des Senats führte Recto dazu aus, dass Präsident Magsaysay die Philippinen entgegen der verfassungsmäßigen Autorität beteiligt hätte.
Recto befand sich in zahlreichen Angelegenheiten in Opposition zum Präsidenten. Dazu gehörte zum Beispiel der Gesetzentwurf für Ausländische Investitionen (Foreign Investment Bill), das private US-amerikanische Investitionen auf den Philippinen vorsah. Recto sah darin einen anderen US-amerikanischen Plan zur Behinderung der wirtschaftlichen Entwicklung des Landes. Eine weitere Angelegenheit, die Recto kritisierte, war das am 15. Dezember 1954 in Washington, D.C. von Senator José P. Laurel und dem US-Diplomaten James M. Langley unterzeichnete Handelsabkommen (Laurel-Langley-Agreement). Dieses Abkommen sah die schrittweise Abschaffung des Freihandels zwischen den USA und den Philippinen vom 1. Januar 1956 bis zum 3. Juli 1976 vor. Nach Rectos Ansicht würde ein derartiges Abkommen den Status der Philippinen als einen wirtschaftlichen Satellitenstaat verewigen. Am 5. September 1955 wurde durch das Laurel-Langley-Agreement das Handelsgesetz (Philippine Trade Act) revidiert, worin die Zollsätze für US-amerikanische Waren angehoben wurden und philippinische Waren geringeren Importbeschränkungen unterlagen.

### Das Rizal-Gesetz

Durch ein Gesetz wurden die vom Nationalhelden der Philippinen José Rizal verfassten Werke Noli Me Tangere und El Filibusterismo 1956 zu Pflichtlektüren an allen Universitäten und Colleges

Senator Recto brachte auch den Entwurf für das Rizal-Gesetz (Rizal Bill) ein, das vorschlug, die von José Rizal verfassten Werke Noli Me Tangere und El Filibusterismo zu Pflichtlektüren an allen Universitäten und Colleges einzuführen. Der Gesetzentwurf stieß im Senat auf Opposition von Senator Decoroso Rosales, dem Bruder des Erzbischofs von Cebu Julio Rosales y Ras, Senator Mariano Cuenco, Bruder des Erzbischofs von Jaro José Maria Cuenco, sowie Senator Francisco Soc Rodrigo, der ehemalige Präsident der Catholic Action. Nach deren Ansicht würde die Einführung als Pflichtlektüre die Freiheit von Gewissen und Religion gefährden.
Am 12. Mai 1956 wurde der umstrittene Gesetzentwurf nach einer Stellungnahme angenommen, die von Senator José P. Laurel verfasst wurde und auf Vorschlägen der Senatoren Roseller T. Lim und Emmanuel Pelaez basierte. Danach war es für Studenten möglich, von der Lektüre der ungekürzten Ausgabe von Noli Me Tangere und El Filibusterismo aus religiösen Glaubensgründen befreit zu werden. Aufgrund des Republikgesetzes Nr. 1425 wurde das Rizal-Gesetz schließlich am 26. August 1956 unterzeichnet und trat daraufhin in Kraft.

### Magsaysays Tod, Nachfolge und Wahl Garcias

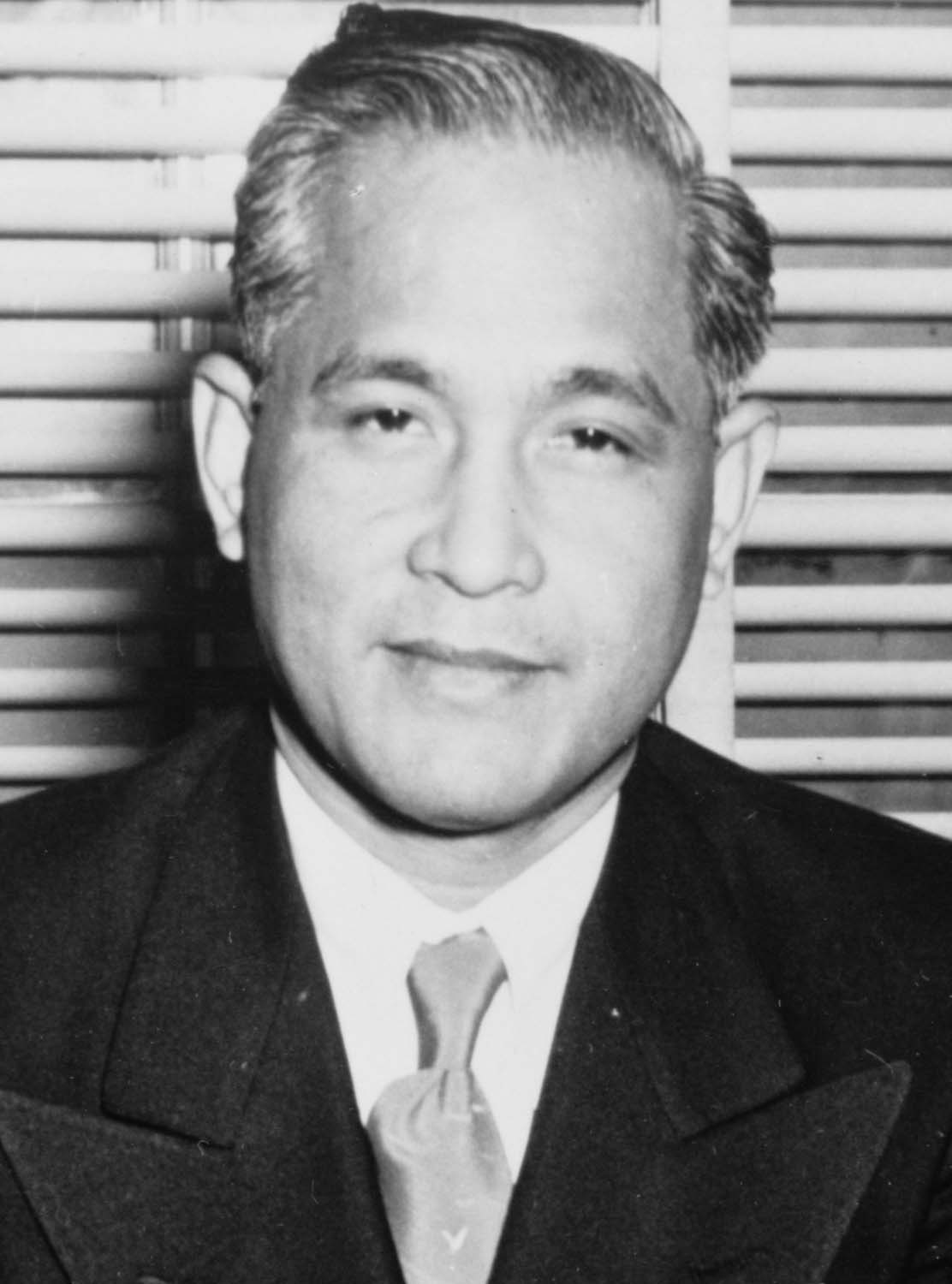
Nach Magsaysays Tod bei einem Flugzeugabsturz übernahm Vizepräsident Carlos P. Garcia am 18. März 1957 das Amt des Präsidenten

Am 16. März 1957 verließ Magsaysay Manila Richtung Cebu City, wo er an drei Hochschulen Reden hielt. In der gleichen Nacht stieg er in das offizielle Präsidentenflugzeug, um nach Manila zurückzufliegen. In den frühen Morgenstunden vom 17. März 1057 wurde sein Flugzeug als vermisst gemeldet. Erst viel später am Nachmittag wurde bekannt, dass das Flugzeug auf Mount Manunggal auf Cebu abgestürzt war und dass 26 der 27 Insassen tot waren. Der einzige Überlebende war Zeitungsreporter Nestor Mata. Am darauf folgenden 18. März 1957 übernahm Vizepräsident Carlos P. Garcia kraft Verfassung das Amt des Präsidenten und wurde vereidigt, um die verbleibende Amtszeit Magsaysays bis zum 30. Dezember 1957 zu vollenden.
Bei den regulären Präsidentschaftswahlen am 12. November 1957 kandidierte Garcia für die Nacionalista Party für das Amt des Präsidenten mit Jose B. Laurel Jr. als seinem Running Mate für das Amt des Vizepräsidenten. Für die Liberal Party kandidierten José Yulo und Diosdado Macapagal, für die Progressive Party Manuel Manahan und Vicente Araneta sowie für die Nationalist Citizens’ Party Claro M. Recto und Lorenzo Tañada jeweils als Präsident und Vizepräsident. Die Wahlen wurden als die bis dahin teuersten der philippinischen Geschichte bekannt. Garcia konnte mit 2.072.257 Stimmen (41,28 Prozent) die Wahlen deutlich gegen José Yulo (1.386.829 Stimmen, 27,62 Prozent), Manuel Manahan (1.049.420 Stimmen, 20,9 Prozent) sowie Claro M. Recto(429.226 Stimmen, 8,55 Prozent) für sich entscheiden. Bei den Wahlen für das Amt des Vizepräsidenten lag jedoch Diosdado Macapagal mit 2.189.197 Stimmen (46,55 Prozent) von José Laurel, Jr. (1.783.012 Stimmen, 37,91 Prozent), Vicente Araneta (375.090 Stimmen, 7,97 Prozent) sowie Lorenzo Tañada (344.685 Stimmen, 7,32 Prozent).

## Hintergrundliteratur
- Allyn C. Ryan: RM: A Biographical Novel of Ramon Magsaysay, Xlibris Corporation, 2007, ISBN 1-4628-1170-1
- Philippines Foreign Policy and Government Guide, Volume 1 Strategic Information and Developments, Lulu.com, 2009, S. 59, ISBN 1-4387-3886-2
- Maria Christine N. Halili: Philippine History, 2. Auflage, 2014, S. 207 ff., ISBN 978-971-23-5636-0
- Der Große Ploetz. Die Enzyklopädie der Weltgeschichte, Verlag Vandenhoeck & Ruprecht, 35. Auflage, 2008, S. 1774, ISBN 978-3-525-32008-2